# Ogrody działkowe w Warszawie

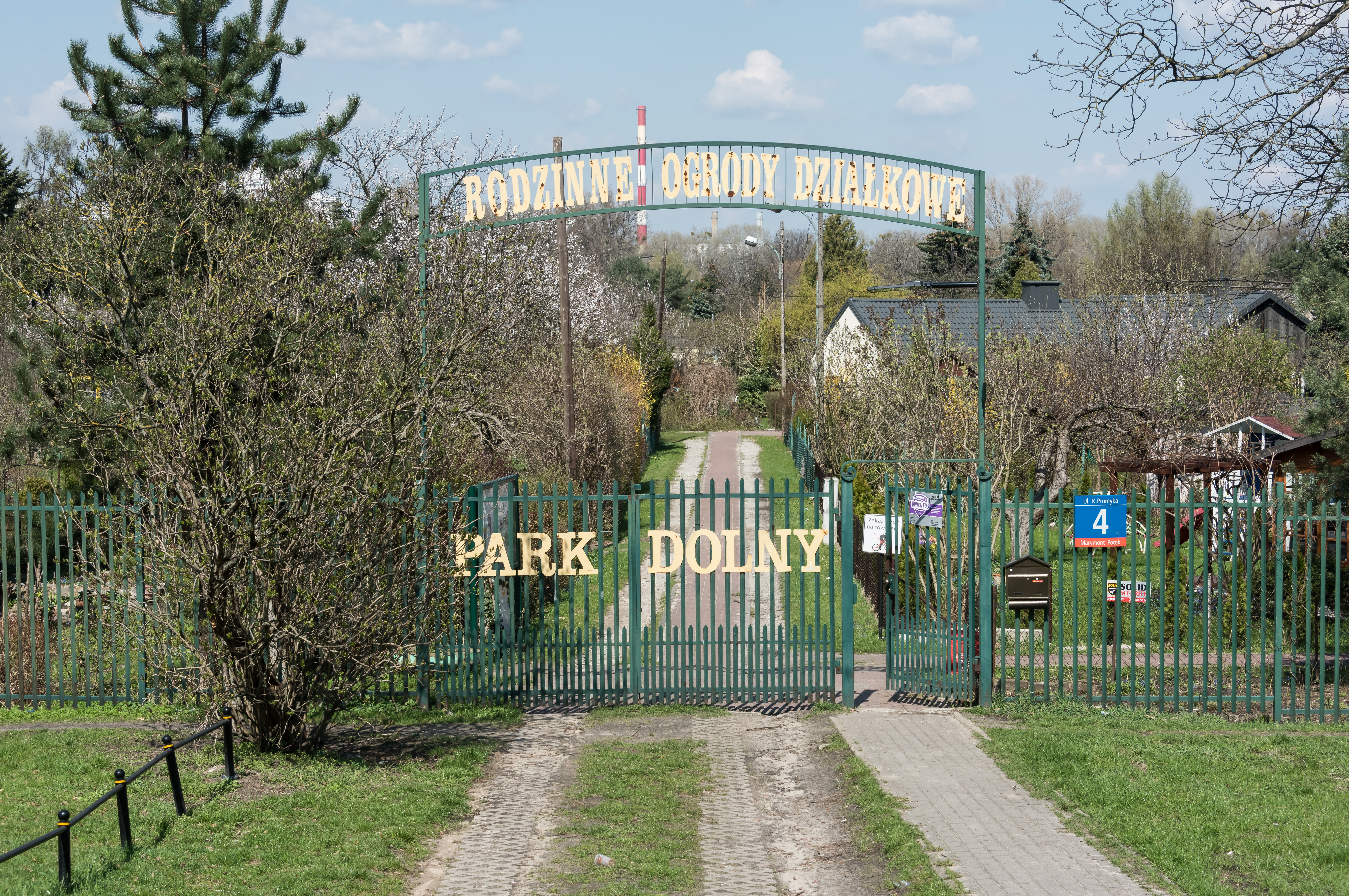
Ogrody działkowe przy ul. Promyka na Żoliborzu

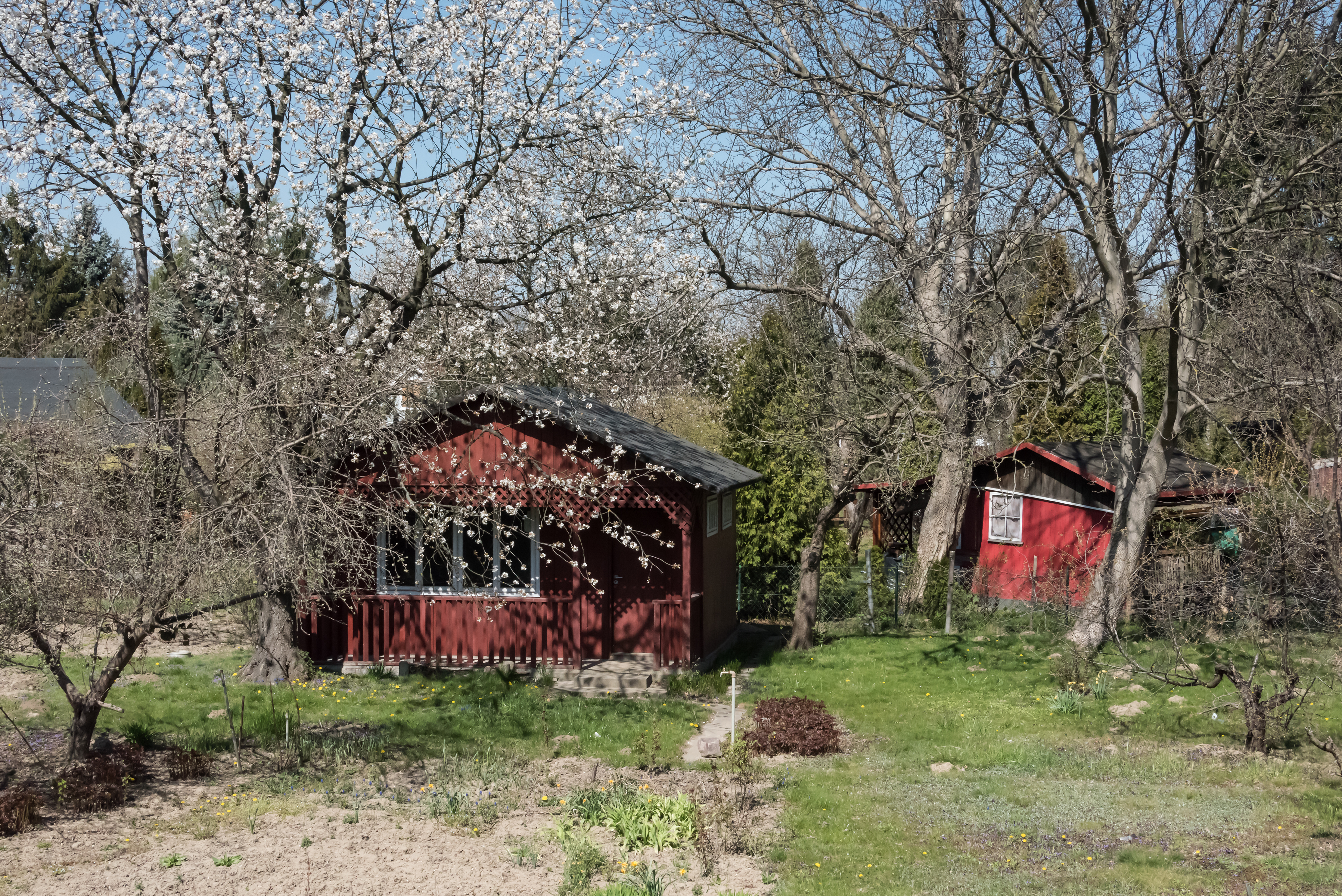
Ogrody działkowe przy ul. Statkowskiego na Mokotowie

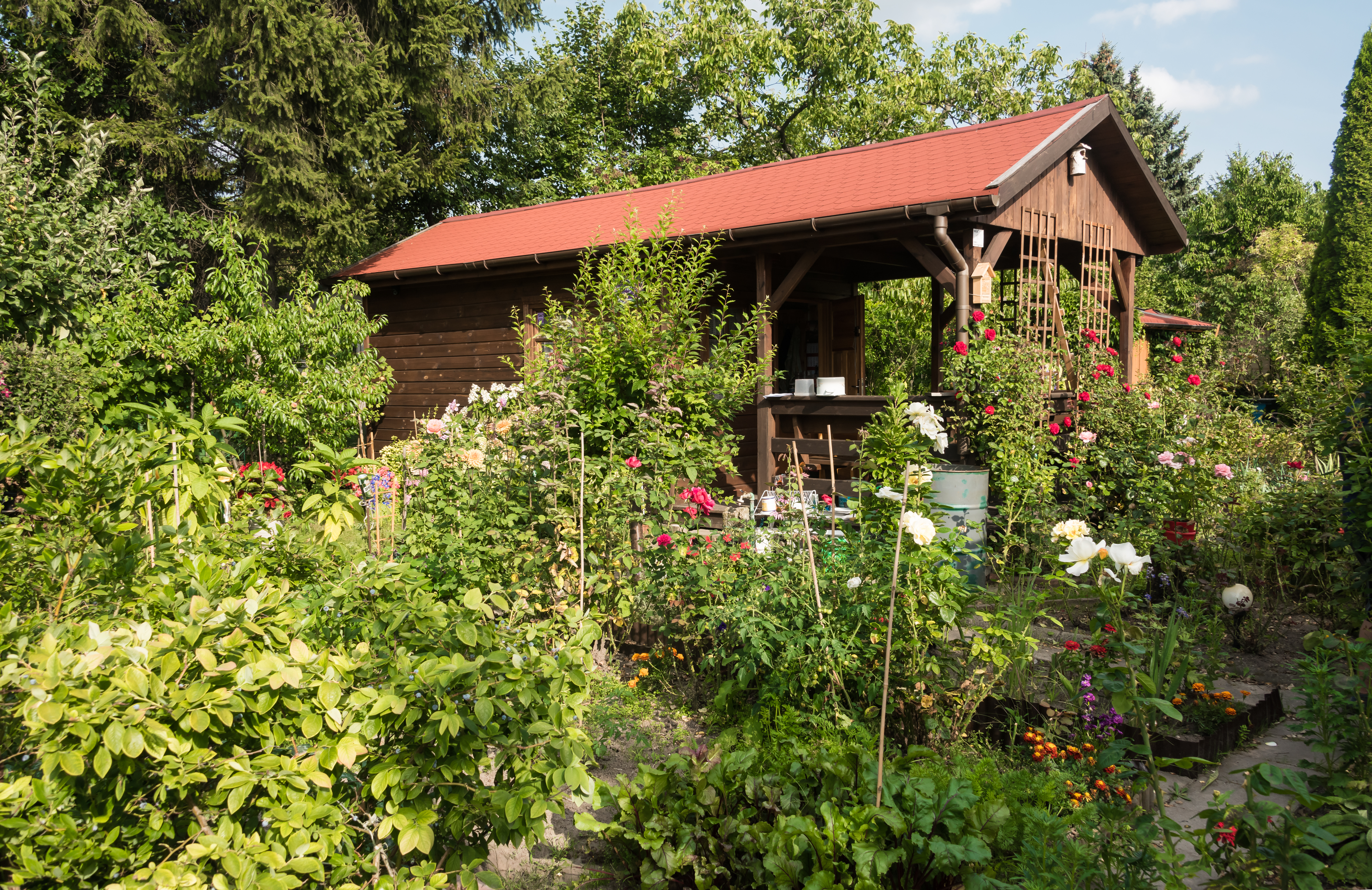
Jeden z ogródków przy ul. Śmigłowca na Ochocie

Ogrody działkowe w Warszawie – ogrody działkowe znajdujące się w granicach administracyjnych Warszawy.
W 2018 liczba ogrodów wynosiła ok. 170, a liczba działek ok. 30 tys.

## Opis
W 1975 w Warszawie istniało ponad 170 ogrodów działkowych o łącznej powierzchni prawie 1 tys. ha.
W 2012 ogrody zajmowały powierzchnię ok. 1,2 tys. ha, z czego większość stanowiły ogrody zarejestrowane w Polskim Związku Działkowców. Najstarszy z nich Ogród Działkowy Tramwajarzy przy ul. Odyńca (obecnie ROD im. Obrońców Pokoju) założyła w 1902 roku Kazimiera Proczek.
W 1990 w stolicy odnotowano 1819 ha ogrodów działkowych, z czego 1211 ha stanowiły ogrody zarejestrowane w PZD, a 608 ha – ogrody dzikie.
Największe kompleksy ogródków:
- Łuk Siekierkowski (237 ha)
- Zacisze i Targówek (155 ha)
- Bemowo-Powązki (101 ha)
- Paluch (97 ha)
- Sielce i park Pod Skocznią (90 ha)

W 1990 ok. 41% ogrodów określono jako czynny element powiązań przyrodniczych, 49% stanowiło element układu przewietrzania miasta (głównie ogródki w rejonie Pola Mokotowskiego, Okęcia, Bemowa, w dolinie Wisły i strefie podskarpowej skarpy warszawskiej). Ok. 50% ogródków stanowiło trzon systemu ekologicznego miasta, a prawie 2/3 odgrywało istotną rolę w kształtowaniu systemów ekologicznych. Ze względu na swą rolę w systemie ekologicznym miasta rekomendowano pozostawienie 956 ha ogródków jako terenów zagospodarowanych w dotychczasowy sposób lub jako ogólnodostępne tereny zieleni. Na niektórych kompleksach ogródków odnotowano wysokie skażenia środowiska, dyskwalifikujące je jako tereny upraw spożywczych (największy zespół na Pradze-Południe).